# Opposizione Democratica della Slovenia
Opposizione Democratica della Slovenia (DEMokratična Opozicija Slovenije o DEMOS) è una coalizione nata in Slovenia dopo l'istituzione, nel 1989, del multipartitismo da parte del governo comunista. La coalizione DEMOS comprendeva l'Unione Democratica Slovena (SDZ), l'Alleanza Socialdemocratica di Slovenia (SDZS), i Democratici Cristiani Sloveni (SKD), la Lega Agricola Slovena (KZ-SLS) e i Verdi. Successivamente si unì alla coalizione anche il piccolo Partito Liberale.
Il leader della Coalizione fu Jože Pučnik, celebre dissidente.
Alle elezioni del 1990 la coalizione vinse con il 54% dei voti.
Nell'aprile del 1992, la coalizione si disgregò, provocando la caduta del governo di Lojze Peterle a causa di dissensi interni, centrati intorno allo scontro tra l'ala liberale dell'Unione Democratica Slovena e il partito dei Cristiano Democratici Sloveni. Si formò così un nuovo governo guidato da Janez Drnovšek, appoggiato anche da tre partiti del DEMOS.
| Controllo di autorità | VIAF (EN) 128743740 · ISNI (EN) 0000 0001 1503 691X · ULAN (EN) 500273422 · LCCN (EN) n2014068735 · GND (DE) 5175413-7 · BNF (FR) cb121881087 (data) · J9U (EN, HE) 987007320151205171 |